# Comuna Kruta Balka, Novi Sanjarî
Kruta Balka (în ucraineană Крута Балка) este o comună în raionul Novi Sanjarî, regiunea Poltava, Ucraina, formată din satele Dudkîn Hai, Kruta Balka (reședința) și Vilnîi Step.

## Demografie
Componența lingvistică a comunei Kruta Balka
     Ucraineană (97,19%)
     Rusă (2,73%)
     Alte limbi (0,08%)
Conform recensământului din 2001, majoritatea populației comunei Kruta Balka era vorbitoare de ucraineană (97,19%), existând în minoritate și vorbitori de rusă (2,73%).